# Regentenstraße 2 (Korschenbroich)

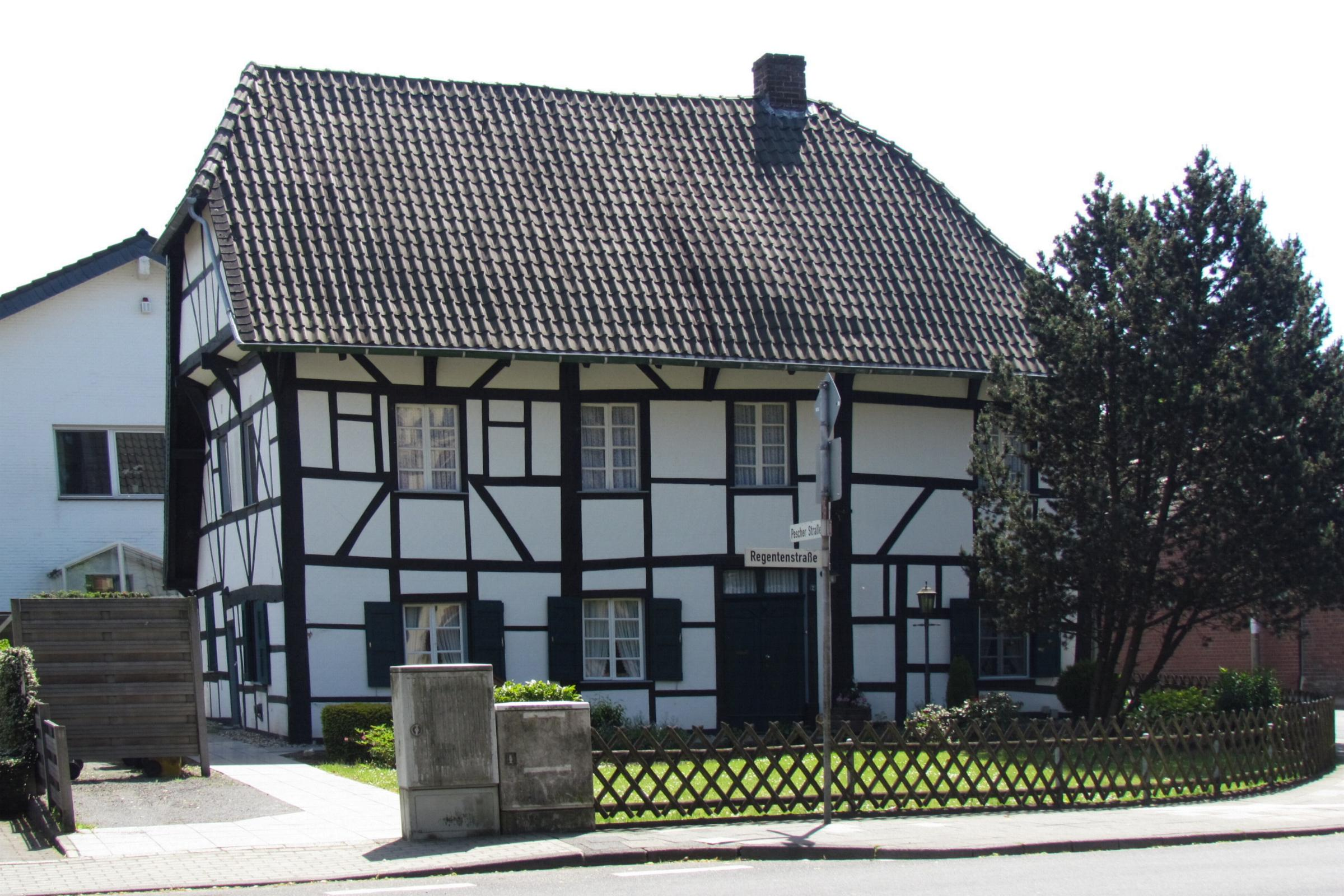
Fachwerkwohnhaus

Das Fachwerk-Wohnhaus  Regentenstraße 2 steht in Korschenbroich im Rhein-Kreis Neuss in Nordrhein-Westfalen.
Das Gebäude wurde im 16. Jahrhundert erbaut und unter Nr. 113 am 3. Juni 1987 in die Liste der Baudenkmäler in Korschenbroich eingetragen.

## Architektur
Bei dem Denkmal handelt es sich um ein Fachwerkwohnhaus, das zur früheren Marienvikarie gehörte und dem 17. Jahrhundert, vermutlich aber sogar aus früherer Zeit stammt. Das Haus ist im vorderen Teil zweigeschossig mit Walmdach, im rückwärtigen Teil jedoch nur eingeschossig mit Schleppdach. Der Nordostgiebel ist über dem zweiten Geschoss vorgekragt. Das Denkmal besitzt große historische Bedeutung; eine Erhaltung ist aus volkskundlichen und städtebaulichen Gründen geboten.